# 苏洛·努尔梅拉
苏洛·努尔梅拉（芬蘭語：Sulo Nurmela，1908年2月13日—1999年8月13日），芬兰男子越野滑雪运动员。他曾代表芬兰参加1936年冬季奥林匹克运动会越野滑雪比赛，获得男子4×10公里接力金牌。